# 斯特凡·热罗姆斯基
斯特凡·热罗姆斯基（波蘭語：Stefan Żeromski，1864年10月14日—1925年11月20日），波兰批判现实主义小说家。热罗姆斯基生于波兰凯尔采县农村家庭，父亲、伯父、堂兄均参加过反抗沙俄统治的起义。1886年起参加爱国活动，曾被捕入狱。1892赴瑞士疗养，结识许多革命党人。
1890年代，热罗姆斯基开始其创作生涯，发表了《短篇小说集》（1895）、《乌鸦和麻雀要啄碎我们》（1895）、《小说作品集》（1898）等作品，描写沙俄的民族压迫和波兰劳动阶级的悲惨命运。长篇小说《徒劳无功》（1898）带有自传性，描写一所俄罗斯化的学校禁止波兰语，用包括监牢在内的各种方式对学生进行管控，但仍然不能阻止青年民族主义者的斗争。《无家可归的人们》（1900）则叙述医生尤迪姆参加社会改良，但又依赖上层阶级，反映了资产者唯利是图的面目和底层大众的疾苦。长篇历史小说《灰烬》（1902-1903）描写波兰贵族车得罗参加了爱国将领东布罗夫斯基组织的波兰志愿军团，加入了拿破仑战争。他们希望能够赢得波兰的独立，但却成为后者入侵西班牙的帮凶。彼得年轻时参加抗俄起义，遭到失败，后来与农奴打成一片，过着贫苦的生活。
俄国1905年革命使得热罗姆斯基的思想有所发展，他写了许多文章颂扬波兰革命，后来革命失败陷入幻灭。《玫瑰》（1909）写爱国者恰罗维奇、扎戈兹达先是进行监狱斗争，后来逃狱，走上改良主义道路。《罪恶史》（1909）写爱娃被迫犯罪，后来到博增塔的庄园中受到民主主义的教育，两年后重返，发现博增塔已死，他的思想也遭到周围人的否定。《忠实的河流》（1912）描写一个贵族对起义战士的保护，《与恶魔的斗争》三部曲（1914-1919）描写世界大战中的西欧和波兰。热罗姆斯基最后的作品《早春》（1922）描写波兰独立和苏联的社会主义革命。书中抱民族主义立场，反映了独立后劳动人民的境遇没有得到根本改善。书中流露出作者对苏联革命的怀疑。
热罗姆斯基擅长人物描写和景物描写，他笔下的英雄往往是一些依靠个人奋斗、却最终失败的人物。他希望终结社会的罪恶，但对暴力革命持否定态度。

## 作品
- 《短篇小说集》（1895）
- 《乌鸦和麻雀要啄碎我们》Rozdzióbią nas kruki, wrony（1895）
- 《大力士》Siłaczka (1895)
- 《小说作品集》（1898）
- 《徒劳无功》Syzyfowe prace（1898）
- 《无家可归的人们》Ludzie bezdomni（1900）
- 《灰烬》Popioły（1902）
- 《玫瑰》（1909）
- 《罪恶史》Dzieje grzechu（1909）
- 《忠实的河流》Wierna rzeka（1912）
- 《与恶魔的斗争》三部曲（1914-1919）
- 《早春》Przedwiośnie（1922）

## 延伸阅读
- 乌兰著. 波兰民族的良心 斯·热罗姆斯基小说研究. 北京市：人民文学出版社, 2006.